# Medina pygmaea
Medina pygmaea là một loài ruồi trong họ Tachinidae.